# Пенологија
Пенологија је научна дисциплина која се бави изучавањем затворске заједнице како би се сврха кажњавања, како ју је заједница поставила, односно суд пресудио кроз затворску казну, извршила над учиниоцем кривичног дела. Углавном, сврха кажњавања није репресија над човеком - учиниоцем кривичног дела, већ његово преваспитање ради његове ресоцијализације тј. повратка у заједницу као продуктивног члана који неће више вршити кривична дела. Пенологија је, пре свега друштвена наука, а повезана је са психологијом, социологијом, криминологијом, правом и свим осталим наукама које се баве човеком и друштвом.
Циљ и задаци пенологије су да проучавањем затворских система нађе најпримереније начин извршења затворске казне који ће бити ефикасан и делотворан у поступку ресоцијализације. Ипак, противуречност коју ова научна дисциплина треба да решава јесте што је по својој природи затвор тотална установа са строго дефинисаним правилима где је човек лишен, односно ограничене слободе што једновремено и јесте својеврсна репресија по себи према појединцу.
У пракси пенолошка знања користе радници затвора у свом раду са осуђеничком популацијом користећи најразноврсније методе и технике из бројних друштвених наука.